# 希爾斯伯勒 (新罕布什爾州普查規定居民點)
希爾斯伯勒（英語：Hillsborough）是位於美國新罕布什爾州希爾斯波羅縣的普查規定居民點。

## 人口
根據2020年美國人口普查的數據，希爾斯伯勒的面積為5.04平方千米，皆為陸地。當地共有人口2156人，而人口密度為每平方千米427.78人。